# Âm nhạc của Command & Conquer
Command & Conquer (thường được viết tắt là C & C hoặc CNC) là loạt trò chơi điện tử, chủ yếu theo phong cách chiến thuật thời gian thực cũng như một trò chơi bắn súng góc nhìn người thứ nhất dựa trên nguyên tác . Command & Conquer bước đầu phát triển bởi Westwood Studios từ năm 1995 đến năm 2003, với sự phát triển đang được thực hiện bởi Electronic Arts với việc thanh lý của Westwood Studios vào năm 2003.
Âm nhạc của dòng game Command & Conquer đề cập đến các bản nhạc của Command & Conquer, cũng như nhạc và biên soạn album. Phần lớn nhạc cho dòng game được sáng tác và sản xuất bởi cựu giám đốc âm thanh và trò chơi điện tử của Westwood Studios là nhạc sĩ Frank Klepacki cho các trò chơi đầu tiên, với một số người khác được thêm vào sau khi Westwood Studios thanh lý vào năm 2003. Klepacki trở lại với dòng game trong năm 2008 tuy nhiên để hỗ trợ nhạc nền cho Red Alert 3.

## Album

### Command & Conquer
Âm nhạc của Command & Conquer là một album nhạc có chứa các bài hát từ Command & Conquer, sáng tác bởi Frank Klepacki và sản xuất bởi Westwood. Ban đầu nó được phát hành vào năm 1995. Nhạc phim này được đi kèm với một số của phiên bản thu thập trò chơi, trong đó tính năng theo dõi từ cả hai bản gốc Command & Conquer và mở rộng. Mặc dù nó không bao giờ phát hành thông qua bán lẻ, Westwood Studios chính thức bán các bài nhạc theo đơn đặt hàng đặc biệt thông qua trang web của mình và trong danh mục trò chơi . Album được đóng gói với bìa đĩa bằng nhôm được thiết kế đơn giản và tính năng các logo chính thức của Command & Conquer. Với việc phát hành nhiều album của các bài hát được cho là đã được cập nhật bao gồm các giọng hát mà có thể trước đây chỉ được nghe trên phiên bản PlayStation của trò chơi. Tuy nhiên, những album trên thực sự là phiên bản gốc của bài hát . Bởi vì giọng của các bài hát xung đột với các hiệu ứng âm thanh giọng nói trong các trò chơi nên họ đã loại bỏ chúng trong soundtrack của trò chơi . 
Các nhạc phim có thể được nghe trên trang web của nhà soạn nhạc Frank Klepacki, cùng với các tín hiệu khác nhau được cắt từ các trò chơi, hầu hết là cũng có mặt trên các đĩa của phiên bản DOS và các bản mở rộng.
Lưu ý rằng tên một số bài nhạc là khác biệt với phiên bản trong trò chơi . Trong những trường hợp này, các ca khúc chủ đề trong trò chơi được đề cập phía sau tiêu đề ban đầu. Ngoài ra, một số tiêu đề cũng khác biệt với phiên bản trên trang web của Klepacki Frank. Trong những trường hợp này, tiêu đề các bài trên trang web được đề cập ở phía sau ca khúc chủ đề trong bản gốc. Bảy bài đầu tiên trong các bài nhạc trong trò chơi chỉ có sẵn với bản mở rộng "The Covert Operations".
Các nhạc nền cho Command & Conquer là trò chơi điện tử đầu tiên được sản xuất bởi Westwood với tính năng âm thanh trái ngược với MIDI . 22k bài nhạc đã được sản xuất bằng cách sử dụng một mẫu ASR-10, một mẫu Roland S760 và synth module JD-990 Roland . Klepacki chịu ảnh hưởng từ hàng chục nghệ sĩ bao gồm Peter Gabriel, Pink Floyd và Nine Inch Nails trong việc sản xuất nhạc . Klepacki nói ông đã viết các bài hát trong các "lô" với mỗi chủ đề khác nhau. Một số bài hát như Prepare for Battle được viết theo phong cách dàn nhạc trong khi những bài khác chẳng hạn như C&C Thang theo kiểu Hip Hop hoặc metal trong Deception . Một số bài hát nào đó chẳng hạn như Hold on, một tác phẩm nghệ thuật theo phong cách của Laurie Anderson, đã bị cắt từ trò chơi bởi vì nó không phù hợp với phong cách Klepacki đã nhắm đến tổng thể cho cho bài nhạc . Với việc phát hành bản mở rộng Covert Operations thì Klepacki tạo ra rất nhiều các bài hát theo yêu cầu bởi Westwood cho trò chơi .
Ca khúc "No Mercy" cũng như "Deception" thì có tính năng giọng nói của nhân vật Chuck De Nomolos từ bộ phim Bill & Ted's Bogus Journey
| \| Âm nhạc của Command & Conquer \| Âm nhạc của Command & Conquer \| Âm nhạc của Command & Conquer \| Âm nhạc của Command & Conquer \| \| STT \| Nhan đề \| Sáng tác \| Thời lượng \| \| ----------------------------- \| ------------------------------- \| ----------------------------- \| ----------------------------- \| \| 1. \| "Act on Instinct" \| Frank Klepacki \| 2:45 \| \| 2. \| "No Mercy" \| Frank Klepacki \| 3:21 \| \| 3. \| "Industrial" \| Frank Klepacki \| 2:52 \| \| 4. \| "Iron Fist" \| Frank Klepacki \| 3:29 \| \| 5. \| "We Will Stop Them (Deception)" \| Frank Klepacki \| 3:07 \| \| 6. \| "Radio" \| Frank Klepacki \| 2:59 \| \| 7. \| "On the Prowl" \| Frank Klepacki \| 2:59 \| \| 8. \| "Recon" \| Frank Klepacki \| 4:18 \| \| 9. \| "Drone" \| Frank Klepacki \| 4:13 \| \| 10. \| "In the Line of Fire" \| Frank Klepacki \| 2:02 \| \| 11. \| "Prepare for Battle" \| Frank Klepacki \| 3:27 \| \| 12. \| "Depth Charge" \| Frank Klepacki \| 4:12 \| \| 13. \| "Rain in the Night" \| Frank Klepacki \| 2:34 \| \| 14. \| "Creeping Upon" \| Frank Klepacki \| 3:39 \| \| 15. \| "Target (Mechanical Man)" \| Frank Klepacki \| 2:49 \| \| 16. \| "Just Do it Up (Just Do it)" \| Frank Klepacki \| 2:20 \| \| 17. \| "C&C Thang" \| Frank Klepacki \| 3:10 \| \| 18. \| "To Be Feared" \| Frank Klepacki \| 2:41 \| \| 19. \| "Drill" \| Frank Klepacki \| 4:28 \| \| 20. \| "Full Stop (Warfare)" \| Frank Klepacki \| 5:02 \| \| 21. \| "In Trouble" \| Frank Klepacki \| 3:07 \| \| 22. \| "Air Strike" \| Frank Klepacki \| 3:17 \| |                                 |                |            |
| Âm nhạc của Command & Conquer |                                 |                |            |
| STT | Nhan đề                         | Sáng tác       | Thời lượng |
| 1. | "Act on Instinct"               | Frank Klepacki | 2:45       |
| 2. | "No Mercy"                      | Frank Klepacki | 3:21       |
| 3. | "Industrial"                    | Frank Klepacki | 2:52       |
| 4. | "Iron Fist"                     | Frank Klepacki | 3:29       |
| 5. | "We Will Stop Them (Deception)" | Frank Klepacki | 3:07       |
| 6. | "Radio"                         | Frank Klepacki | 2:59       |
| 7. | "On the Prowl"                  | Frank Klepacki | 2:59       |
| 8. | "Recon"                         | Frank Klepacki | 4:18       |
| 9. | "Drone"                         | Frank Klepacki | 4:13       |
| 10. | "In the Line of Fire"           | Frank Klepacki | 2:02       |
| 11. | "Prepare for Battle"            | Frank Klepacki | 3:27       |
| 12. | "Depth Charge"                  | Frank Klepacki | 4:12       |
| 13. | "Rain in the Night"             | Frank Klepacki | 2:34       |
| 14. | "Creeping Upon"                 | Frank Klepacki | 3:39       |
| 15. | "Target (Mechanical Man)"       | Frank Klepacki | 2:49       |
| 16. | "Just Do it Up (Just Do it)"    | Frank Klepacki | 2:20       |
| 17. | "C&C Thang"                     | Frank Klepacki | 3:10       |
| 18. | "To Be Feared"                  | Frank Klepacki | 2:41       |
| 19. | "Drill"                         | Frank Klepacki | 4:28       |
| 20. | "Full Stop (Warfare)"           | Frank Klepacki | 5:02       |
| 21. | "In Trouble"                    | Frank Klepacki | 3:07       |
| 22. | "Air Strike"                    | Frank Klepacki | 3:17       |

#### The Covert Operations
| \| Âm nhạc của Command & Conquer \| Âm nhạc của Command & Conquer \| Âm nhạc của Command & Conquer \| Âm nhạc của Command & Conquer \| \| STT \| Nhan đề \| Sáng tác \| Thời lượng \| \| ----------------------------- \| ----------------------------- \| ----------------------------- \| ----------------------------- \| \| 1. \| "Act on Instinct SXF" \| Frank Klepacki \| 2:53 \| \| 2. \| "Command & Conquer 80's Mix" \| Frank Klepacki \| 4:05 \| \| 3. \| "Charge" \| Frank Klepacki \| 4:13 \| \| 4. \| "Creep" \| Frank Klepacki \| 3:39 \| \| 5. \| "Die" \| Frank Klepacki \| 2:39 \| \| 6. \| "Drill" \| Frank Klepacki \| 2:59 \| \| 7. \| "Drone" \| Frank Klepacki \| 4:31 \| \| 8. \| "Enemies to be Feared SFX" \| Frank Klepacki \| 1:41 \| \| 9. \| "Enemies to be Feared" \| Frank Klepacki \| 2:41 \| \| 10. \| "Fist" \| Frank Klepacki \| 3:29 \| \| 11. \| "Great Shot SFX" \| Frank Klepacki \| 0:56 \| \| 12. \| "Heartbreak SFX" \| Frank Klepacki \| 3:22 \| \| 13. \| "I AM - Destructible Times" \| Frank Klepacki \| 2:38 \| \| 14. \| "Looks Like Trouble SFX" \| Frank Klepacki \| 2:12 \| \| 15. \| "Reaching out SFX" \| Frank Klepacki \| 1:59 \| \| 16. \| "Recon" \| Frank Klepacki \| 4:18 \| \| 17. \| "Valkyrie" \| Frank Klepacki \| 5:11 \| \| 18. \| "Voices" \| Frank Klepacki \| 5:02 \| |                              |                |            |
| Âm nhạc của Command & Conquer |                              |                |            |
| STT | Nhan đề                      | Sáng tác       | Thời lượng |
| 1. | "Act on Instinct SXF"        | Frank Klepacki | 2:53       |
| 2. | "Command & Conquer 80's Mix" | Frank Klepacki | 4:05       |
| 3. | "Charge"                     | Frank Klepacki | 4:13       |
| 4. | "Creep"                      | Frank Klepacki | 3:39       |
| 5. | "Die"                        | Frank Klepacki | 2:39       |
| 6. | "Drill"                      | Frank Klepacki | 2:59       |
| 7. | "Drone"                      | Frank Klepacki | 4:31       |
| 8. | "Enemies to be Feared SFX"   | Frank Klepacki | 1:41       |
| 9. | "Enemies to be Feared"       | Frank Klepacki | 2:41       |
| 10. | "Fist"                       | Frank Klepacki | 3:29       |
| 11. | "Great Shot SFX"             | Frank Klepacki | 0:56       |
| 12. | "Heartbreak SFX"             | Frank Klepacki | 3:22       |
| 13. | "I AM - Destructible Times"  | Frank Klepacki | 2:38       |
| 14. | "Looks Like Trouble SFX"     | Frank Klepacki | 2:12       |
| 15. | "Reaching out SFX"           | Frank Klepacki | 1:59       |
| 16. | "Recon"                      | Frank Klepacki | 4:18       |
| 17. | "Valkyrie"                   | Frank Klepacki | 5:11       |
| 18. | "Voices"                     | Frank Klepacki | 5:02       |

### Command & Conquer: Red Alert
Các bài nhạc của trò chơi này được sáng tác bởi Frank Klepacki và được bình chọn là nhạc trò chơi điện tử tốt nhất của năm 1996 bởi PC Gamer và tạp chí Gameslice . Trong hầu hết các bài hát nổi tiếng của ông từ C % C là chủ đề của Red Alert, có tiêu đề "Hell March", có điểm nhấn phong cách của trò chơi với cú riff adrenalized của guitar điện, âm thanh của đôi chân hành quân, và tổng hợp cho một ca kịch tính. Ban đầu bài nhạc dự định sẽ là nhạc chủ đề của phe Brotherhood of Nod trong bản mở rộng Covert Operations của Command & Conquer , nhưng rồi cuối cùng lại chuyển thành một của phân nhánh Red Alert
After C&C came out we wasted no time kicking out Covert Ops. I wrote some more ambient style themes they asked me for, and then I began tinkering with this heavy metal song that I was trying to gear towards Nod for the next big C&C game. Brett Sperry came in my office and said "You got anything I can hear for the new C&C?" I played it for him. He said "What's the name of this one?" I said "Hell March." He said "That's the signature song for our next game.".— Frank Klepacki, Nhà soạn nhạc lão luyện

Sau thành công của Hell March, Klepacki bắt đầu tạo ra 2 biến thể của nó, lần lượt trở thành nhạc chủ đề chính cho Red Alert 2 ("Hell March 2/HM2") và Red Alert 3 ("Hell March 3). Gần đây, bản gốc "Hell March" đã được sử dụng trong chương trình xe hơi Top Gear . đặc biệt trong chuyến đi American Road của họ chương trình ở Bonneville Salt Flats tại Mùa 12 tập 2.
Khi chơi các chiến dịch chơi đơn, một số lượng giới hạn các bài hát đã có sẵn, và nhiều hơn nữa được mở khóa thông qua sự tiến bộ của người chơi qua các nhiệm vụ. Khi chơi trong ở chế độ nhiều người chơi "skirmish" thì tất cả các bài nhạc đều có sẵn từ đầu. Các bài hát đã nằm trong các bản mở rộng: Counterstrike, The Aftermath and Retaliation. Các bài hát có thể được nghe trên web của Frank Klepacki.
Một bài nhạc nềb chính thức được phát hành với ảnh album nghệ thuật duy nhất được thiết kế bởi hãng Westwood và, giống như các phát hành trước đó, đặc trưng với các logo C % C chính thức với logo Red Alert bên dưới. Album có tất cả 15 bài hát cộng với các bài nhạc bổ sung. Nhạc mở đầu khoa trương của trò chơi đã được sử dụng trong các chiến dịch bí mật, và dùng để tưởng nhớ Misirlou, sử dụng nhịp điệu của bài nhạc Command & Conquer, "No Mercy"".
| \| Command & Conquer: Red Alert Soundtrack \| Command & Conquer: Red Alert Soundtrack \| Command & Conquer: Red Alert Soundtrack \| Command & Conquer: Red Alert Soundtrack \| \| STT \| Nhan đề \| Sáng tác \| Thời lượng \| \| --------------------------------------- \| --------------------------------------- \| --------------------------------------- \| --------------------------------------- \| \| 1. \| "Hell March" \| Frank Klepacki \| 6:26 \| \| 2. \| "Radio" \| Frank Klepacki \| 4:07 \| \| 3. \| "Crush" \| Frank Klepacki \| 3:51 \| \| 4. \| "Roll Out" \| Frank Klepacki \| 3:56 \| \| 5. \| "Mud" \| Frank Klepacki \| 4:50 \| \| 6. \| "Twin Cannon" \| Frank Klepacki \| 3:57 \| \| 7. \| "Face the Enemy" \| Frank Klepacki \| 5:38 \| \| 8. \| "Run" \| Frank Klepacki \| 5:15 \| \| 9. \| "Terminate" \| Frank Klepacki \| 5:22 \| \| 10. \| "Big Foot" \| Frank Klepacki \| 5:17 \| \| 11. \| "Workmen" \| Frank Klepacki \| 4:46 \| \| 12. \| "Militant Force" \| Frank Klepacki \| 1:52 \| \| 13. \| "Dense" \| Frank Klepacki \| 5:00 \| \| 14. \| "Vector" \| Frank Klepacki \| 4:17 \| \| 15. \| "Smash" \| Frank Klepacki \| 4:35 \| |                  |                |            |
| Command & Conquer: Red Alert Soundtrack |                  |                |            |
| STT | Nhan đề          | Sáng tác       | Thời lượng |
| 1. | "Hell March"     | Frank Klepacki | 6:26       |
| 2. | "Radio"          | Frank Klepacki | 4:07       |
| 3. | "Crush"          | Frank Klepacki | 3:51       |
| 4. | "Roll Out"       | Frank Klepacki | 3:56       |
| 5. | "Mud"            | Frank Klepacki | 4:50       |
| 6. | "Twin Cannon"    | Frank Klepacki | 3:57       |
| 7. | "Face the Enemy" | Frank Klepacki | 5:38       |
| 8. | "Run"            | Frank Klepacki | 5:15       |
| 9. | "Terminate"      | Frank Klepacki | 5:22       |
| 10. | "Big Foot"       | Frank Klepacki | 5:17       |
| 11. | "Workmen"        | Frank Klepacki | 4:46       |
| 12. | "Militant Force" | Frank Klepacki | 1:52       |
| 13. | "Dense"          | Frank Klepacki | 5:00       |
| 14. | "Vector"         | Frank Klepacki | 4:17       |
| 15. | "Smash"          | Frank Klepacki | 4:35       |

#### Bài không có trong đĩa nhạc
Đây là những bài nhạc không có trong đĩa nhạc của Red Alert:
| \| Command & Conquer: Red Alert Unlisted Tracks \| Command & Conquer: Red Alert Unlisted Tracks \| Command & Conquer: Red Alert Unlisted Tracks \| Command & Conquer: Red Alert Unlisted Tracks \| \| STT \| Nhan đề \| Sáng tác \| Thời lượng \| \| -------------------------------------------- \| -------------------------------------------- \| -------------------------------------------- \| -------------------------------------------- \| \| 1. \| "Face the Enemy 1" \| Frank Klepacki \| 4:36 \| \| 2. \| "Trenches" \| Frank Klepacki \| 5:18 \| \| 3. \| "Fogger" \| Frank Klepacki \| 5:08 \| |                    |                |            |
| Command & Conquer: Red Alert Unlisted Tracks |                    |                |            |
| STT | Nhan đề            | Sáng tác       | Thời lượng |
| 1. | "Face the Enemy 1" | Frank Klepacki | 4:36       |
| 2. | "Trenches"         | Frank Klepacki | 5:18       |
| 3. | "Fogger"           | Frank Klepacki | 5:08       |

#### Counterstrike
| \| Command & Conquer: Red Alert: Counterstrike Tracks \| Command & Conquer: Red Alert: Counterstrike Tracks \| Command & Conquer: Red Alert: Counterstrike Tracks \| Command & Conquer: Red Alert: Counterstrike Tracks \| \| STT \| Nhan đề \| Sáng tác \| Thời lượng \| \| -------------------------------------------------- \| -------------------------------------------------- \| -------------------------------------------------- \| -------------------------------------------------- \| \| 1. \| "Voice Rhythm 2" \| Frank Klepacki \| 4;20 \| \| 2. \| "Underlying Thoughts" \| Frank Klepacki \| 4:13 \| \| 3. \| "The Second Hand" \| Frank Klepacki \| 4:43 \| \| 4. \| "Shut It" \| Frank Klepacki \| 4:20 \| \| 5. \| "Radio 2 Remix" \| Frank Klepacki \| 3:35 \| \| 6. \| "Journey" \| Frank Klepacki \| 4:30 \| \| 7. \| "Chaos" \| Frank Klepacki \| 4:17 \| \| 8. \| "Backstab" \| Frank Klepacki \| 4:48 \| \| 9. \| "Arazoid" \| Frank Klepacki \| 4:27 \| |                       |                |            |
| Command & Conquer: Red Alert: Counterstrike Tracks |                       |                |            |
| STT | Nhan đề               | Sáng tác       | Thời lượng |
| 1. | "Voice Rhythm 2"      | Frank Klepacki | 4;20       |
| 2. | "Underlying Thoughts" | Frank Klepacki | 4:13       |
| 3. | "The Second Hand"     | Frank Klepacki | 4:43       |
| 4. | "Shut It"             | Frank Klepacki | 4:20       |
| 5. | "Radio 2 Remix"       | Frank Klepacki | 3:35       |
| 6. | "Journey"             | Frank Klepacki | 4:30       |
| 7. | "Chaos"               | Frank Klepacki | 4:17       |
| 8. | "Backstab"            | Frank Klepacki | 4:48       |
| 9. | "Arazoid"             | Frank Klepacki | 4:27       |

#### Retaliation
Bao gồm các bản hòa âm của bài hát cũ. Một số trong đó đã được dùng chung với Sole Survivor.

### Command & Conquer: Tiberian Sun
Các nhạc nền của Command & Conquer: Tiberian Sun đã được phát hành vào năm 1999. Ngoài một số phiên bản của Tiberian Sun với nhạc nền đi kèm bên trong, chẳng hạn như ở Platinum Edition và Firepower, mà cũng có trong Tiberian Sun gốc và bản mở rộng của nó, Firestorm.
Phong cách của nhạc nền được trộn giữa nhạc công nghiệp theo phong cách của bản gốc Command & Conquer với phong cách nhạc thất thường, chậm rãi do trò chơi được đặt trong một thế giới mà hệ sinh thái bị tàn phá bởi Tiberium.
. Klepacki ban đầu bắt đầu viết nhạc trong một phong cách tương tự như các bài trước đây nhưng sau một cuộc họp với Westwood, ông đã quyết định rằng các bài nhạc mới sẽ là "rất tối, thất thường và không lạc quan." Để đạt được phong cách mong muốn thì Klepacki đã tranh thủ sự giúp đỡ theo "phong cách điện tử" của Jarrid Mendelson cho việc sản xuất các bài hát như là Dusk hour và Flurry trước khi chia ra để viết phần còn lại của bài hát trong phòng thu của ông .
Tôi không muốn đi lạc quá xa nhạc của bản gốc C & C, nhưng nó phaủi nhiều tính năng tương lai và môi trường xung quanh. Từ đó tôi đã cố gắng để nắm bắt được tâm trạng của các nhà thiết kế muốn cho mỗi nhiệm vụ. Tôi thậm chí còn mời một nhà soạn nhạc khác cho một số bài của trò chơi, Jarrid Mendelson, người tôi biết sẽ khen ngợi phong cách của tôi cho thể loại âm nhạc. Ngoài ra, bạn sẽ nhận thấy tôi đặt sự phát triển nhiều hơn nữa vào nhạc chủ đề của Nod và GDI cho các trình tự của bộ phim — Frank Klepacki, Nhà soạn nhạc lão luyện

- Khi phát triển nhạc cho bản mở rộng Firestorm, Klepacki và nhà sản xuất đã quyết định rằng âm nhạc nên có nhiều lạc quan và trở lại phong cách ban đầu của âm nhạc Command & Conquer [8].

| \| Âm nhạc của Command & Conquer: Tiberian Sun \| Âm nhạc của Command & Conquer: Tiberian Sun \| Âm nhạc của Command & Conquer: Tiberian Sun \| Âm nhạc của Command & Conquer: Tiberian Sun \| \| STT \| Nhan đề \| Sáng tác \| Thời lượng \| \| ------------------------------------------- \| ------------------------------------------- \| ------------------------------------------- \| ------------------------------------------- \| \| 1. \| "Timebomb" \| Frank Klepacki \| 2:07 \| \| 2. \| "Pharotek" \| Jarrid Mendelson \| 4:41 \| \| 3. \| "Lone Trooper" \| Jarrid Mendelson \| 4:42 \| \| 4. \| "Scouting" \| Jarrid Mendelson \| 4:17 \| \| 5. \| "Infrared" \| Frank Klepacki \| 4:31 \| \| 6. \| "Flurry" \| Frank Klepacki and Jarrid Mendelson \| 4:15 \| \| 7. \| "Mutants" \| Frank Klepacki and Jarrid Mendelson \| 4:15 \| \| 8. \| "Gloom" \| Jarrid Mendelson \| 4:01 \| \| 9. \| "Heroism" \| Jarrid Mendelson \| 4:03 \| \| 10. \| "Approach" \| Frank Klepacki \| 4:43 \| \| 11. \| "Dusk Hour" \| Frank Klepacki and Jarrid Mendelson \| 4:18 \| \| 12. \| "The Defense" \| Jarrid Mendelson \| 4:05 \| \| 13. \| "Mad Rap" \| Frank Klepacki \| 4:33 \| \| 14. \| "Valves" \| Frank Klepacki \| 4:22 \| \| 15. \| "What Lurks" \| Frank Klepacki \| 5:17 \| \| 16. \| "Score" \| Frank Klepacki \| 1:49 \| |                |                                     |            |
| Âm nhạc của Command & Conquer: Tiberian Sun |                |                                     |            |
| STT | Nhan đề        | Sáng tác                            | Thời lượng |
| 1. | "Timebomb"     | Frank Klepacki                      | 2:07       |
| 2. | "Pharotek"     | Jarrid Mendelson                    | 4:41       |
| 3. | "Lone Trooper" | Jarrid Mendelson                    | 4:42       |
| 4. | "Scouting"     | Jarrid Mendelson                    | 4:17       |
| 5. | "Infrared"     | Frank Klepacki                      | 4:31       |
| 6. | "Flurry"       | Frank Klepacki and Jarrid Mendelson | 4:15       |
| 7. | "Mutants"      | Frank Klepacki and Jarrid Mendelson | 4:15       |
| 8. | "Gloom"        | Jarrid Mendelson                    | 4:01       |
| 9. | "Heroism"      | Jarrid Mendelson                    | 4:03       |
| 10. | "Approach"     | Frank Klepacki                      | 4:43       |
| 11. | "Dusk Hour"    | Frank Klepacki and Jarrid Mendelson | 4:18       |
| 12. | "The Defense"  | Jarrid Mendelson                    | 4:05       |
| 13. | "Mad Rap"      | Frank Klepacki                      | 4:33       |
| 14. | "Valves"       | Frank Klepacki                      | 4:22       |
| 15. | "What Lurks"   | Frank Klepacki                      | 5:17       |
| 16. | "Score"        | Frank Klepacki                      | 1:49       |

### Command & Conquer: Red Alert 2
Red Alert 2 Original Soundtrack là một album nhạc có chứa các bài nhạc từ Command & Conquer: Red Alert 2, sáng tác bởi Frank Klepacki và sản xuất bởi Westwood. Ban đầu nó được phát hành vào năm 2001. Nó có 16 bài nhạc và có thời gian tối đa khoảng 63:00.
Bài hát chủ đề của album là một phiên bản viết lại của bản gốc Hell March tháng từ Command & Conquer: Red Alert. Klepacki quy định phong cách Red Alert2 với guitar heavy metal và nhịp gõ trống nhanh . Klepacki ghi các bài nhc5 với Korg rack-Tr, Novation, và Roland 5080.
| \| Red Alert 2 Original Soundtrack \| Red Alert 2 Original Soundtrack \| Red Alert 2 Original Soundtrack \| Red Alert 2 Original Soundtrack \| \| STT \| Nhan đề \| Sáng tác \| Thời lượng \| \| ------------------------------- \| ------------------------------- \| ------------------------------- \| ------------------------------- \| \| 1. \| "HM2 (Hell March 2)" \| Frank Klepacki \| 3:46 \| \| 2. \| "Industrofunk" \| Frank Klepacki \| 3:14 \| \| 3. \| "Ready the Army" \| Frank Klepacki \| 4:59 \| \| 4. \| "Grinder" \| Frank Klepacki \| 2:29 \| \| 5. \| "In Deep" \| Frank Klepacki \| 3:26 \| \| 6. \| "Motorized" \| Frank Klepacki \| 4:04 \| \| 7. \| "Power" \| Frank Klepacki \| 3:58 \| \| 8. \| "200 Meters" \| Frank Klepacki \| 4:14 \| \| 9. \| "Destroy" \| Frank Klepacki \| 4:40 \| \| 10. \| "Burn" \| Frank Klepacki \| 4:39 \| \| 11. \| "Probing" \| Frank Klepacki \| 4:21 \| \| 12. \| "Blow It Up" \| Frank Klepacki \| 3:13 \| \| 13. \| "Eagle Hunter" \| Frank Klepacki \| 4:18 \| \| 14. \| "Fortification" \| Frank Klepacki \| 4:04 \| \| 15. \| "Jank" \| Frank Klepacki \| 3:48 \| \| 16. \| "C&C In the House" \| Frank Klepacki \| 4:06 \| |                      |                |            |
| Red Alert 2 Original Soundtrack |                      |                |            |
| STT | Nhan đề              | Sáng tác       | Thời lượng |
| 1. | "HM2 (Hell March 2)" | Frank Klepacki | 3:46       |
| 2. | "Industrofunk"       | Frank Klepacki | 3:14       |
| 3. | "Ready the Army"     | Frank Klepacki | 4:59       |
| 4. | "Grinder"            | Frank Klepacki | 2:29       |
| 5. | "In Deep"            | Frank Klepacki | 3:26       |
| 6. | "Motorized"          | Frank Klepacki | 4:04       |
| 7. | "Power"              | Frank Klepacki | 3:58       |
| 8. | "200 Meters"         | Frank Klepacki | 4:14       |
| 9. | "Destroy"            | Frank Klepacki | 4:40       |
| 10. | "Burn"               | Frank Klepacki | 4:39       |
| 11. | "Probing"            | Frank Klepacki | 4:21       |
| 12. | "Blow It Up"         | Frank Klepacki | 3:13       |
| 13. | "Eagle Hunter"       | Frank Klepacki | 4:18       |
| 14. | "Fortification"      | Frank Klepacki | 4:04       |
| 15. | "Jank"               | Frank Klepacki | 3:48       |
| 16. | "C&C In the House"   | Frank Klepacki | 4:06       |

### Command & Conquer: Red Alert 3
Frank Klepacki trở lại để viết 3 bài hát cho trò chơi. Khi được phỏng vấn vấn đề này, Klepacki chỉ có một mong muốn mạnh mẽ là sẽ đóng góp nhiều hơn, nhưng cũng thừa nhận rằng, do thực tế là ông không còn được sử dụng bởi Electronic Arts và hiện đang làm việc cho Petroglyph Games, nên không thể ký kết được hợp đồng. Tại Hội nghị thượng đỉnh cộng đồng RA3 vào tháng 6 năm 2008, Klepacki cho xem một video cho toàn thể cộng đồng C & C, trong đó ông nói rằng ông đã được thuê để làm việc cho Red Alert 3, và rằng ông đã sáng tác Hell March 3, bản cập nhật mới nhất của bài nhạc nền mang tính biểu tượng của nhánh Red Alert .
Tháng 11 năm 2008, Crispy Gamer  báo cáo rằng James Hannigan và Timothy Michael Wynn đã viết phần lớn 114 phút bài nhạc còn lại của trò chơi, với Hannigan sáng tác nhạc nền menu 'Soviet March' cùng với âm nhạc cho phe Empire of the Rising Sun, và Wynn là phe Đồng Minh, và các bài hát khác của Xô Viết. Music4Games cũng được số điểm âm nhạc của trò chơi. 
Ban nhạc From First to Last soạn một vài phiên bản remix gồm "Hell March" và "Hell March 2", nhạc phim xuất xưởng về đặc trưng của Red Alert với Red Alert 3 'Premier Edition' .
Bản mở rộng, Uprising, giới thiệu một ca khúc mới được gọi là Yuriko Theme, minh họa bở hai ca sĩ: Miriam Stockley và Morimoto Satomi. Nhạc chủ đề này sau đó được phối lại bởi Menno de Jong vào một phiên bản trance, và nó đã được sau này dùng ở nhiều lễ hội Trance .
Những bài nhạc không có trong OST đã được phát hành không chính thức ở đây  Lưu trữ ngày 7 tháng 12 năm 2010 tại Wayback Machine
| \| Red Alert 3 Original Soundtrack \| Red Alert 3 Original Soundtrack \| Red Alert 3 Original Soundtrack \| Red Alert 3 Original Soundtrack \| \| STT \| Nhan đề \| Sáng tác \| Thời lượng \| \| ------------------------------- \| -------------------------------- \| ------------------------------- \| ------------------------------- \| \| 1. \| "Soviet March" \| James Hannigan \| 2:47 \| \| 2. \| "Hell March 3" \| Frank Klepacki \| 3:33 \| \| 3. \| "Grinder 2" \| Frank Klepacki \| 2:56 \| \| 4. \| "Hell March Remix" \| From First To Last \| 3:57 \| \| 5. \| "Russian Celebration" \| Timothy Michael Wynn \| 1:04 \| \| 6. \| "The Might of the Empire" \| James Hannigan \| 0:53 \| \| 7. \| "The Motherland" \| Timothy Michael Wynn \| 2:06 \| \| 8. \| "The Red Scare" \| Timothy Michael Wynn \| 2:05 \| \| 9. \| "The Calm Before..." \| Timothy Michael Wynn \| 1:09 \| \| 10. \| "The European Storm" \| Timothy Michael Wynn \| 2:17 \| \| 11. \| "For Mother Russia" \| Timothy Michael Wynn \| 2:03 \| \| 12. \| "Russian Retreat" \| Timothy Michael Wynn \| 1:08 \| \| 13. \| "Red Rock" \| Timothy Michael Wynn \| 1:20 \| \| 14. \| "The Big Apple" \| Timothy Michael Wynn \| 2:04 \| \| 15. \| "Fortifying Brighton" \| Timothy Michael Wynn \| 1:15 \| \| 16. \| "The Red Storm Draws Near" \| Timothy Michael Wynn \| 1:02 \| \| 17. \| "Shock and Awe" \| Timothy Michael Wynn \| 1:52 \| \| 18. \| "Desertion" \| Timothy Michael Wynn \| 1:24 \| \| 19. \| "How the West was Won" \| Timothy Michael Wynn \| 1:49 \| \| 20. \| "Mykonos" \| Timothy Michael Wynn \| 0:41 \| \| 21. \| "The Battle for Mykonos" \| Timothy Michael Wynn \| 2:05 \| \| 22. \| "Lying In Wait" \| Timothy Michael Wynn \| 1:09 \| \| 23. \| "Enter the Shogun Executioner" \| James Hannigan \| 1:36 \| \| 24. \| "East Moves West" \| James Hannigan \| 1:32 \| \| 25. \| "The Rising Sun is Setting" \| James Hannigan \| 1:06 \| \| 26. \| "For the Emperor!" \| James Hannigan \| 1:09 \| \| 27. \| "For the Empire Has Risen" \| James Hannigan \| 0:35 \| \| 28. \| "Eastern Mysteries" \| James Hannigan \| 1:56 \| \| 29. \| "Sayonara" \| James Hannigan \| 2:39 \| \| 30. \| "In the Belly of the Dragon" \| James Hannigan \| 2:49 \| \| 31. \| "The Sleeping Beast" \| James Hannigan \| 1:59 \| \| 32. \| "The Red Menace" \| Frank Klepacki \| 1:06 \| \| 33. \| "American Cowboys" \| Timothy Michael Wynn \| 1:14 \| \| 34. \| "All Your Base Are Belong to Us" \| James Hannigan \| 1:04 \| \| 35. \| "The War Machine Heads West" \| Timothy Michael Wynn \| 2:04 \| \| 36. \| "Crisis in Cuba" \| Timothy Michael Wynn \| 2:08 \| \| 37. \| "The Floating Monstrosity" \| James Hannigan \| 1:59 \| \| 38. \| "The Chill of War" \| Timothy Michael Wynn \| 1:02 \| \| 39. \| "Soviet Winter" \| Timothy Michael Wynn \| 1:41 \| \| 40. \| "Take 'Em Out, Tanya!" \| Timothy Michael Wynn \| 1:07 \| \| 41. \| "The Download" \| Timothy Michael Wynn \| 1:05 \| \| 42. \| "Red Alert 3 Credits" \| Mikael Sandgren \| 2:27 \| \| 43. \| "Soviet March (Reprise)" \| James Hannigan \| 2:44 \| \| 44. \| "Hell March 2 Remix" \| From First to Last \| 1:14 \| |                                  |                      |            |
| Red Alert 3 Original Soundtrack |                                  |                      |            |
| STT | Nhan đề                          | Sáng tác             | Thời lượng |
| 1. | "Soviet March"                   | James Hannigan       | 2:47       |
| 2. | "Hell March 3"                   | Frank Klepacki       | 3:33       |
| 3. | "Grinder 2"                      | Frank Klepacki       | 2:56       |
| 4. | "Hell March Remix"               | From First To Last   | 3:57       |
| 5. | "Russian Celebration"            | Timothy Michael Wynn | 1:04       |
| 6. | "The Might of the Empire"        | James Hannigan       | 0:53       |
| 7. | "The Motherland"                 | Timothy Michael Wynn | 2:06       |
| 8. | "The Red Scare"                  | Timothy Michael Wynn | 2:05       |
| 9. | "The Calm Before..."             | Timothy Michael Wynn | 1:09       |
| 10. | "The European Storm"             | Timothy Michael Wynn | 2:17       |
| 11. | "For Mother Russia"              | Timothy Michael Wynn | 2:03       |
| 12. | "Russian Retreat"                | Timothy Michael Wynn | 1:08       |
| 13. | "Red Rock"                       | Timothy Michael Wynn | 1:20       |
| 14. | "The Big Apple"                  | Timothy Michael Wynn | 2:04       |
| 15. | "Fortifying Brighton"            | Timothy Michael Wynn | 1:15       |
| 16. | "The Red Storm Draws Near"       | Timothy Michael Wynn | 1:02       |
| 17. | "Shock and Awe"                  | Timothy Michael Wynn | 1:52       |
| 18. | "Desertion"                      | Timothy Michael Wynn | 1:24       |
| 19. | "How the West was Won"           | Timothy Michael Wynn | 1:49       |
| 20. | "Mykonos"                        | Timothy Michael Wynn | 0:41       |
| 21. | "The Battle for Mykonos"         | Timothy Michael Wynn | 2:05       |
| 22. | "Lying In Wait"                  | Timothy Michael Wynn | 1:09       |
| 23. | "Enter the Shogun Executioner"   | James Hannigan       | 1:36       |
| 24. | "East Moves West"                | James Hannigan       | 1:32       |
| 25. | "The Rising Sun is Setting"      | James Hannigan       | 1:06       |
| 26. | "For the Emperor!"               | James Hannigan       | 1:09       |
| 27. | "For the Empire Has Risen"       | James Hannigan       | 0:35       |
| 28. | "Eastern Mysteries"              | James Hannigan       | 1:56       |
| 29. | "Sayonara"                       | James Hannigan       | 2:39       |
| 30. | "In the Belly of the Dragon"     | James Hannigan       | 2:49       |
| 31. | "The Sleeping Beast"             | James Hannigan       | 1:59       |
| 32. | "The Red Menace"                 | Frank Klepacki       | 1:06       |
| 33. | "American Cowboys"               | Timothy Michael Wynn | 1:14       |
| 34. | "All Your Base Are Belong to Us" | James Hannigan       | 1:04       |
| 35. | "The War Machine Heads West"     | Timothy Michael Wynn | 2:04       |
| 36. | "Crisis in Cuba"                 | Timothy Michael Wynn | 2:08       |
| 37. | "The Floating Monstrosity"       | James Hannigan       | 1:59       |
| 38. | "The Chill of War"               | Timothy Michael Wynn | 1:02       |
| 39. | "Soviet Winter"                  | Timothy Michael Wynn | 1:41       |
| 40. | "Take 'Em Out, Tanya!"           | Timothy Michael Wynn | 1:07       |
| 41. | "The Download"                   | Timothy Michael Wynn | 1:05       |
| 42. | "Red Alert 3 Credits"            | Mikael Sandgren      | 2:27       |
| 43. | "Soviet March (Reprise)"         | James Hannigan       | 2:44       |
| 44. | "Hell March 2 Remix"             | From First to Last   | 1:14       |

## Tiếp nhận và di sản
Trước khi phát hành của Command & Conquer, phần lớn các trò chơi video được sử dụng file MIDI và định dạng tương tự khác cho âm nhạc như một cách để tiết kiệm không gian. Westwood là một trong những nhà phát triển lớn đầu tiên dùng các tập tin âm thanh trong các trò chơi của họ. Mặc dù các bản ghi âm nói chung chất lượng thấp so với nhạc mp3 hiện đại nhiều bài nhạc của Westwood đã giúp phổ biến các khái niệm .